# Crnići-Greda
Crnići-Greda (en cyrillique : Црнићи-Греда) est un village de Bosnie-Herzégovine. Il est situé dans la municipalité de Stolac, dans le canton d'Herzégovine-Neretva et dans la fédération de Bosnie-et-Herzégovine. Selon les premiers résultats du recensement bosnien de 2013, il compte 1 514 habitants.

## Démographie

### Évolution historique de la population dans la localité
| 1948 | 1953 | 1961  | 1971  | 1981  | 1991 | 2013  |
| ---- | ---- | ----- | ----- | ----- | ---- | ----- |
| -    | -    | 1 246 | 1 259 | 1 226 | 658  | 1 514 |

|  |

### Communauté locale
En 1991, Crnići-Greda faisait partie de la communauté locale de Crnići qui comptait 4 557 habitants, répartis de la manière suivante :